# Васильевка (Амурская область)
Васи́льевка — село в Белогорском районе Амурской области, Россия.
Административный центр Васильевского сельсовета.

## География
Село Васильевка стоит на левом берегу реки Томь (левый приток Зеи), восточнее (выше по течению) от Белогорска.
Расстояние до Белогорска (через Междугранку) — 4 км.
В двух километрах восточнее Васильевки проходит автодорога Чита — Хабаровск.
На восток от Васильевки идёт дорога к сёлам Павловка, Круглое и Новое.

## История
Основано в 1864 году. Названо по имени одного из первых поселенцев — Василия Парунова.

## Население
| 2002  | 2010  | 2012  | 2013  | 2014  | 2015  | 2016  |
| ----- | ----- | ----- | ----- | ----- | ----- | ----- |
| 2126  | ↘2035 | ↘2018 | ↗2022 | ↘2017 | ↗2030 | ↗2070 |
| 2017  | 2018  | 2021  |       |       |       |       |
| ↗2117 | ↗2130 | ↗2279 |       |       |       |       |

## Инфраструктура
- Сельскохозяйственные предприятия Белогорского района.